# Olympische Sommerspiele 1996/Teilnehmer (Chinese Taipei)
| Gelbes Symbol für Goldmedaillen mit stilisierten Olympischen Ringen | Graues Symbol für Silbermedaillen mit stilisierten Olympischen Ringen | Braundes Symbol für Bronzemedaillen mit stilisierten Olympischen Ringen |
| ------------------------------------------------------------------- | --------------------------------------------------------------------- | ----------------------------------------------------------------------- |
| —                                                                   | 1                                                                     | —                                                                       |

Die Republik China nahm bei den Olympischen Sommerspielen 1996 unter dem Namen Chinesisch Taipeh zum neunten Mal an Olympischen Sommerspielen teil. Die Mannschaft bestand aus 74 Sportlern, von denen 32 Männer und 42 Frauen waren. Sie traten in 63 Wettbewerben in 14 Sportarten an. Die Fahne wurde während der Eröffnungsfeier am 19. Juli 1996 von Tu Tsai-hsing in das Olympiastadion getragen.

## Medaillengewinner
Mit einer gewonnenen Silbermedaille belegte das Team aus dem Chinesischen Taipeh Platz 61 im Medaillenspiegel.

### Silber
- Chen Jing: Tischtennis, Einzel

## Teilnehmer
Jüngste Teilnehmerin war die Schwimmerin Chang Wei-Chia mit 15 Jahren und 148 Tagen, der älteste war der Schütze Tu Tsai-hsing mit 46 Jahren und 153 Tagen.
| Name               | Alter | Geschlecht | Sportart       | Resultat(e) |
| ------------------ | ----- | ---------- | -------------- | --- |
| Bai Hui-Yun        | 23    | weiblich   | Tischtennis    | Platz 9 im Doppel |
| Chang Hsiao-Ching  | 23    | weiblich   | Softball       | Platz 6 mit der Mannschaft |
| Chang Jeng-shyuang | 22    | männlich   | Badminton      | Platz 17 im Einzel |
| Chang Wei-Chia     | 15    | weiblich   | Schwimmen      | Platz 35 über 200 Meter Freistil; Platz 18 mit der 100-Meter-Freistilstaffel; Platz 19 mit der 200-Meter-Freistilstaffel |
| Chao Chih-Kuo      | 23    | männlich   | Leichtathletik | Platz 30 in der Weitsprung-Qualifikation |
| Chen Chih-Hao      | 23    | männlich   | Radsport       | Straßenrennen |
| Chen Chih-Jung     | 23    | männlich   | Tennis         | Platz 17 im Doppel |
| Chen Chiu-Ping     | 21    | weiblich   | Judo           | Platz 19 im Halb-Schwergewicht |
| Chen Chiu-Tan      | 21    | weiblich   | Tischtennis    | Platz 5 im Doppel; Platz 33 im Einzel |
| Chen Han-Hung      | 19    | männlich   | Wasserspringen | Platz 37 vom Brett |
| Chen Jing          | 27    | weiblich   | Tischtennis    | Silber im Einzel; Platz 5 im Doppel |
| Chen Li-chin       | 19    | weiblich   | Badminton      | Platz 17 im Doppel |
| Chiang Peng-Lung   | 19    | männlich   | Tischtennis    | Platz 17 im Einzel; Platz 17 im Doppel |
| Chien Chen-Ju      | 21    | weiblich   | Softball       | Platz 6 mit der Mannschaft |
| Chien Pei-Chi      | 25    | weiblich   | Softball       | Platz 6 mit der Mannschaft |
| Chiu Chen-Ting     | 20    | weiblich   | Softball       | Platz 6 mit der Mannschaft |
| Cho Sheng-Ling     | 19    | männlich   | Bogenschießen  | Platz 10 mit der Mannschaft; Platz 41 im Einzel |
| Chuan Hung-Ping    | 18    | männlich   | Wasserspringen | Platz 36 vom Turm |
| Chung Chiung-Yao   | 23    | weiblich   | Softball       | Platz 6 mit der Mannschaft |
| Han Hsin-Lin       | 23    | weiblich   | Softball       | Platz 6 mit der Mannschaft |
| Hsieh Sheng-Feng   | 18    | männlich   | Bogenschießen  | Platz 10 mit der Mannschaft; Platz 10 im Einzel |
| Hsieh Shu-Ting     | 15    | weiblich   | Schwimmen      | Platz 19 mit der 200-Meter-Freistilstaffel; Platz 38 über 100 Meter Schmetterling; Platz 24 mit der 100-Meter-Lagenstaffel |
| Hsieh Shu-Tzu      | 15    | weiblich   | Schwimmen      | Platz 18 über 200 Meter Schmetterling; Platz 29 über 400 Meter Lagen |
| Hsu Gi-Sheng       | 32    | männlich   | Leichtathletik | Platz 57 im Marathon |
| Hsu Pei-Chin       | 22    | weiblich   | Leichtathletik | Platz 8 im ersten Vorlauf über 400 Meter Hürden |
| Huang Ai-Chun      | 22    | weiblich   | Judo           | Platz 9 im Leichtgewicht |
| Huang Chia-chi     | 17    | weiblich   | Badminton      | Platz 9 im Einzel |
| Huang Chien-Lung   | 25    | männlich   | Judo           | Platz 21 im Leichtgewicht |
| Huang Chih-Yung    | 28    | männlich   | Schwimmen      | Platz 56 über 50 Meter Freistil; Platz 56 über 100 Meter Freistil; Platz 33 über 100 Meter Brust; Platz 34 über 200 Meter Brust                                                                                                  |
| Huang Hsin-Ping    | 19    | männlich   | Leichtathletik | Platz 7 im elften Vorlauf über 100 Meter |
| Huang I-Chien      | 39    | männlich   | Schießen       | Platz 6 im Doppeltrap; Platz 57 im Trap |
| Huang Ted          | 26    | männlich   | Segeln         | Platz 9 im Windsurfen |
| Jeng Shwu-zen      | 19    | weiblich   | Badminton      | Platz 17 im Einzel |
| Kuo Tai-Chih       | 22    | männlich   | Gewichtheben   | Platz 16 im Leicht-Schwergewicht |
| Lee Ming-Chieh     | 23    | weiblich   | Softball       | Platz 6 mit der Mannschaft |
| Liao Chun-Chiang   | 23    | männlich   | Judo           | Platz 21 im Extra-Leichtgewicht |
| Liao Hsing-Chou    | 26    | männlich   | Gewichtheben   | Platz 14 im Federgewicht |
| Lien Yu-Hui        | 26    | männlich   | Tennis         | Platz 17 im Doppel |
| Lin Chi-Chan       | 16    | weiblich   | Schwimmen      | Platz 11 über 400 Meter Freistil; Platz 9 über 800 Meter Freistil; Platz 18 mit der 100-Meter-Freistilstaffel; Platz 19 mit der 200-Meter-Freistilstaffel; Platz 33 über 200 Meter Rücken                                        |
| Lin Chien-Ju       | 18    | weiblich   | Schwimmen      | Platz 38 über 50 Meter Freistil; Platz 18 mit der 100-Meter-Freistilstaffel; Platz 24 mit der 100-Meter-Lagenstaffel |
| Lin Ya-Hua         | 20    | weiblich   | Bogenschießen  | Platz 12 mit der Mannschaft; Platz 19 im Einzel |
| Lin Yi-Yin         | 23    | weiblich   | Bogenschießen  | Platz 12 mit der Mannschaft; Platz 13 im Einzel |
| Liu Chia-Chi       | 18    | weiblich   | Softball       | Platz 6 mit der Mannschaft |
| Liu En-hung        | 30    | männlich   | Badminton      | Platz 9 im Einzel |
| Liu Tzu-Hsin       | 23    | weiblich   | Softball       | Platz 6 mit der Mannschaft |
| Lo Yu-Wei          | 27    | männlich   | Judo           | Platz 9 im Halb-Mittelgewicht |
| Mou Ying-Hsin      | 18    | weiblich   | Schwimmen      | Platz 30 über 100 Meter Brust; Platz 36 über 200 Meter Brust; Platz 24 mit der 100-Meter-Lagenstaffel |
| Nai Hui-Fang       | 27    | männlich   | Leichtathletik | Platz 17 in der Weitsprung-Qualifikation |
| Ou Ching-Chieh     | 20    | weiblich   | Softball       | Platz 6 mit der Mannschaft |
| Sih Brady          | 25    | männlich   | Segeln         | Platz 25 im 470er |
| Sih Bryant         | 28    | männlich   | Segeln         | Platz 25 im 470er |
| Tao Wu-Shiun       | 23    | männlich   | Leichtathletik | Platz 7 im dritten Vorlauf über 200 Meter |
| Tsai Chih-Hsiu     | 19    | männlich   | Boxen          | Platz 17 im Leicht-Fliegengewicht |
| Tsai Hui-min       | 20    | weiblich   | Badminton      | Platz 17 im Doppel |
| Tsai Shu-Min       | 17    | weiblich   | Schwimmen      | Platz 40 über 100 Meter Freistil; Platz 18 mit der 100-Meter-Freistilstaffel; Platz 19 mit der 200-Meter-Freistilstaffel; Platz 34 über 100 Meter Rücken; Platz 41 über 200 Meter Lagen; Platz 24 mit der 100-Meter-Lagenstaffel |
| Tseng Hsiao-Fen    | 23    | weiblich   | Judo           | Platz 13 im Halb-Mittelgewicht |
| Tu Hui-Mei         | 19    | weiblich   | Softball       | Platz 6 mit der Mannschaft |
| Tu Hui-Ping        | 25    | weiblich   | Softball       | Platz 6 mit der Mannschaft |
| Tu Tsai-hsing      | 46    | männlich   | Schießen       | Platz 34 mit der freien Pistole; Platz 41 mit der Luftpistole |
| Wang Huei-Chen     | 26    | weiblich   | Leichtathletik | Platz 7 im sechsten Vorlauf über 100 Meter |
| Wang Shi-ting      | 22    | weiblich   | Tennis         | Platz 17 im Einzel |
| Wang Shin-yuan     | 20    | männlich   | Gewichtheben   | Platz 9 im Fliegengewicht |
| Wang Ya-fen        | 26    | weiblich   | Softball       | Platz 6 mit der Mannschaft |
| Wu Kuo-Hui         | 24    | männlich   | Judo           | Platz 21 im Mittelgewicht |
| Wu Mei-Ling        | 23    | männlich   | Judo           | Platz 9 im Mittelgewicht |
| Wu Tsai-Fu         | 25    | männlich   | Gewichtheben   | Platz 14 im Leicht-Schwergewicht |
| Wu Tsung-Yi        | 23    | männlich   | Bogenschießen  | Platz 10 mit der Mannschaft; Platz 44 im Einzel |
| Wu Wen-Chia        | 32    | männlich   | Tischtennis    | Platz 17 im Doppel |
| Xu Jing            | 28    | weiblich   | Tischtennis    | Platz 9 im Doppel; Platz 33 im Einzel |
| Yang Chun-Chi      | 23    | weiblich   | Bogenschießen  | Platz 12 mit der Mannschaft; Platz 46 im Einzel |
| Yang Hui-Chun      | 26    | weiblich   | Softball       | Platz 6 mit der Mannschaft |
| Yeh Wen-Hua        | 20    | weiblich   | Judo           | Platz 14 im Schwergewicht |
| Yen Show-tzu       | 24    | weiblich   | Softball       | Platz 6 mit der Mannschaft |
| Yu Shu-Chen        | 16    | weiblich   | Judo           | Platz 15 im Extra-Leichtgewicht |